# Dienis Gizatullin
Dienis Raszytowicz Gizatullin, ros. Денис Рашитович Гизатуллин (ur. 11 marca 1983 w mieście Oktiabrskij) – rosyjski żużlowiec.
Wielokrotny medalista indywidualnych mistrzostw Rosji: dwukrotnie złoty (2007, 2008), dwukrotnie srebrny (2004, 2006) oraz brązowy (2005). Mistrz (2002, 2004) oraz wicemistrz (2003) Rosji w kategorii juniorów. Dwukrotny drużynowy mistrz Rosji juniorów (2003, 2004).
Finalista indywidualnych mistrzostw Europy juniorów (Dyneburg 2002 – VII m.). Finalista indywidualnych mistrzostw świata juniorów (Wrocław 2004 – XIV m.). Trzykrotny finalista indywidualnych mistrzostw Europy (Wiener Neustadt 2007 – VI m., Lendava 2008 – V m., Togliatti 2009 – VI m.). Brązowy medalista mistrzostw Europy par (Terenzano 2007). Brązowy medalista klubowego Pucharu Europy (Toruń 2009, w zespole Wostok Władywostok). Uczestnik finału eliminacji Grand Prix na 2008 rok (Vojens 2007 – XI m.). Od 2003 r. podstawowy zawodnik reprezentacji Rosji, wielokrotny uczestnik zawodów o drużynowy Puchar Świata (najlepszy wynik: Leszno 2009 – IV m.).
Od 2005 r. startuje w rozgrywkach o drużynowe mistrzostwo Polski, w barwach klubów: SK Lokomotīve Dyneburg (2005), RKM Rybnik (2006–2009), Polonia Bydgoszcz (żużel) (2010–2011), Ostrovia Ostrów Wielkopolski (2012–2013) i Orzeł Łódź (2014), (2017-2018) Kolejarz Opole.